# Cromidon dregei
Cromidon dregei är en flenörtsväxtart som beskrevs av O.M. Hilliard. Cromidon dregei ingår i släktet Cromidon och familjen flenörtsväxter. Inga underarter finns listade i Catalogue of Life.